# ورکش (شبستر)
ورکش یک روستا در ایران است که در شهرستان شبستر استان آذربایجان شرقی واقع شده‌است. ورکش ۴۹۱ نفر جمعیت دارد.

## جمعیت
این روستا در  دهستان رودقات قرار دارد و براساس سرشماری مرکز آمار ایران در سال ۱۳۸۵، جمعیت آن ۴۹۱ نفر (۱۰۹ خانوار) بوده‌است.